# Zophosis testudinaria
Zophosis testudinaria là một loài bọ cánh cứng trong họ Tenebrionidae. Loài này được Fabricius miêu tả khoa học năm 1787.